# Mile Kitić
Milojko "Mile" Kitić (serbiska: Милојко "Миле" Китић), född 1 januari 1952 i Derventa, Bosnien och Hercegovina (forna Jugoslavien), är en populär bosnisk folkmusiker (turbofolk) och sångare. Han började sin karriär år 1974 med sin första singel "O, gitaro".
År 1999 släpptes albumet Tri Života (Tre liv) och år 2000 släpptes hans hittills mest framgångsrika album, Zlato Srebro, Dukati. Några av Kitićs största hits är "Svi Su Tu", "Ostaj Ovde", "Zapalitću Sve", "Plava Ciganko", "Zašto Baš Ti", "Policijo, Oprosti Mi", "Šampanjac", "Zemljotres", "Plavo Oko" och "Što si tako zao živote".
Med sin före detta fru Bosiljka har han en dotter som heter Sanja. Idag bor han med sin andra fru, den serbiska sångerskan Marta Savić, och deras dotter Elena, i Belgrad. De har ett andra hem i Hannover, Tyskland.

## Diskografi (urval)
Studioalbum
- Moja slatka mala (1982)
- Jorgovani plavi  (1983)
- Čaša ljubavi (1984)
- Ja neću lijepšu (1985)
- Kockar (1986)
- Mogao sam biti Car (1987)
- Što da ne (1988)
- Osvetnik   (1989)
- Stavi karte na sto (1990)
- Gledaj me u oči (1991)
- Ćao, Jelena (1992)
- Vuk samotnjak (1993)
- Moj sokole (1994)
- Okreni jastuk (1995)
- Ratnik za ljubav  (1996)
- Ostaj ovde  (1997)
- Do sreće daleko, do Boga visoko  (1998)
- Tri života  (1999)
- Zlato, srebro, dukati  (2000)
- Plava ciganko  (2001)
- Policijo, oprosti mi  (2003)
- Zemljotres (2004)
- Šampanjac (2005)
- Šanker  (2008)
- Paklene godine (2012)
- Rakija (2013)
- Nokaut (2014)